# キッズステーション クレヨンしんちゃん オラとおもいでつくるゾ!
『キッズステーション クレヨンしんちゃん オラとおもいでつくるゾ!』は2001年11月29日に発売した、クレヨンしんちゃんの唯一のPlayStation用ゲームソフト。
内容は児童向きのミニゲーム集であり、ミニゲームの成績によってアルバムに思い出の写真を収めることができる。

## ストーリー
ある日、アクション仮面のアルバムをもらうために応募し、見事に当選したしんのすけ。しかし、肝心のアルバムに収める写真がない…。そこで、アクション仮面のアルバムに写真を収めるために、みさえたちといろいろな思い出の写真を作っていく。

## 登場人物
声があるのは一部のキャラクターのみであり、後のキャラクターは一切無し。

### キャラクター（声優あり）
- しんのすけ（声優：矢島晶子）
- みさえ（声優：ならはしみき）
- ひろし（声優：藤原啓治）
- ひまわり（声優：こおろぎさとみ）
- シロ（声優：真柴摩利）
- 風間くん（声優：真柴摩利）
- ネネちゃん（声優：林玉緒）
- マサオくん（声優：一龍斎貞友）
- ボーちゃん（声優：佐藤智恵）
- あいちゃん（声優：川澄綾子）
- アクション仮面（声優：玄田哲章）
- よしなが先生（声優：高田由美）
- まつざか先生（声優：富沢美智恵）
- ななこ（声優：紗ゆり）

### その他のキャラクター（声優なし）
- 園長先生
- ネネママ
- ななこの父
- しのぶ
- ヨシリン
- ミッチー

その他多数

## ミニゲーム
- おかたづけはたいへんだゾ